# John Abruzzi
John Abruzzi is een personage uit de Amerikaanse serie Prison Break, gespeeld door de Zweedse acteur Peter Stormare. Abruzzi is een van de hoofdpersonen uit de serie, totdat hij in seizoen 2, in de aflevering First Down, wordt doodgeschoten door de FBI. Hij verschijnt al in de eerste aflevering ("Pilot") als het hoofd van de Maffia in Chicago.

## Seizoen 1
John Abruzzi heeft veel aanzien in Fox River State Penitentiary, waar hij een gevangenisstraf van 120 jaar uitzit, zonder kans op vrijlating. Abruzzi regelt ook het gevangeniswerk (de zogenaamde Prison Industries). Na een ruzie met Theodore "T-Bag" Bagwell verwondt Bagwell hem met een scheermesje. Abruzzi wordt afgevoerd, maar komt een aantal afleveringen later weer terug. Hij is christen geworden en bidt.
Na de ontsnapping uit Fox River hakt hij met een bijl de hand van T-Bag af, die zich met een paar handboeien aan Michael had vastgemaakt.

## Seizoen 2
John Abruzzi komt terug bij zijn gezin, maar krijgt dan de locatie van Otto Fibonacci te horen. Fibonacci heeft ervoor gezorgd dat Abruzzi in de gevangenis terechtkwam en dus zint Abruzzi op wraak. Het blijkt echter een val: de FBI heeft Abruzzi naar het motel gelokt. Alexander Mahone -de hoofdagent van de FBI- beveelt hem om zijn wapen neer te leggen, zijn handen in zijn nek te leggen en te knielen. Abruzzi antwoordt daarop dat hij alleen knielt voor God. Vervolgens doorzeeft de FBI hem met kogels en is Abruzzi de eerste dode van de "Fox River Eight".